# Storia del Tokyo Verdy
La storia del Tokyo Verdy, club calcistico giapponese fondato nel 1969, può essere suddivisa in due grandi periodi: il primo, che va dalla fondazione sino al 1992 in cui il club, denominato Yomiuri Football Club e attivo secondo il regime dilettantistico, si affermò come una delle più importanti realtà del contesto calcistico nipponico adottando strategie societarie innovative e vincendo un elevato numero di trofei nazionali. Il secondo in cui la squadra, approdata al professionismo con il nome di Verdy Kawasaki e dopo un primo periodo di forma, andò incontro ad un declino dei risultati dovuto ad alcune scelte societarie fallimentari (tra cui il cambio di sede nel 2001, che comportò la ridenominazione della società in Tokyo Verdy).

## Era dilettantistica

### La fondazione e i primi campionati

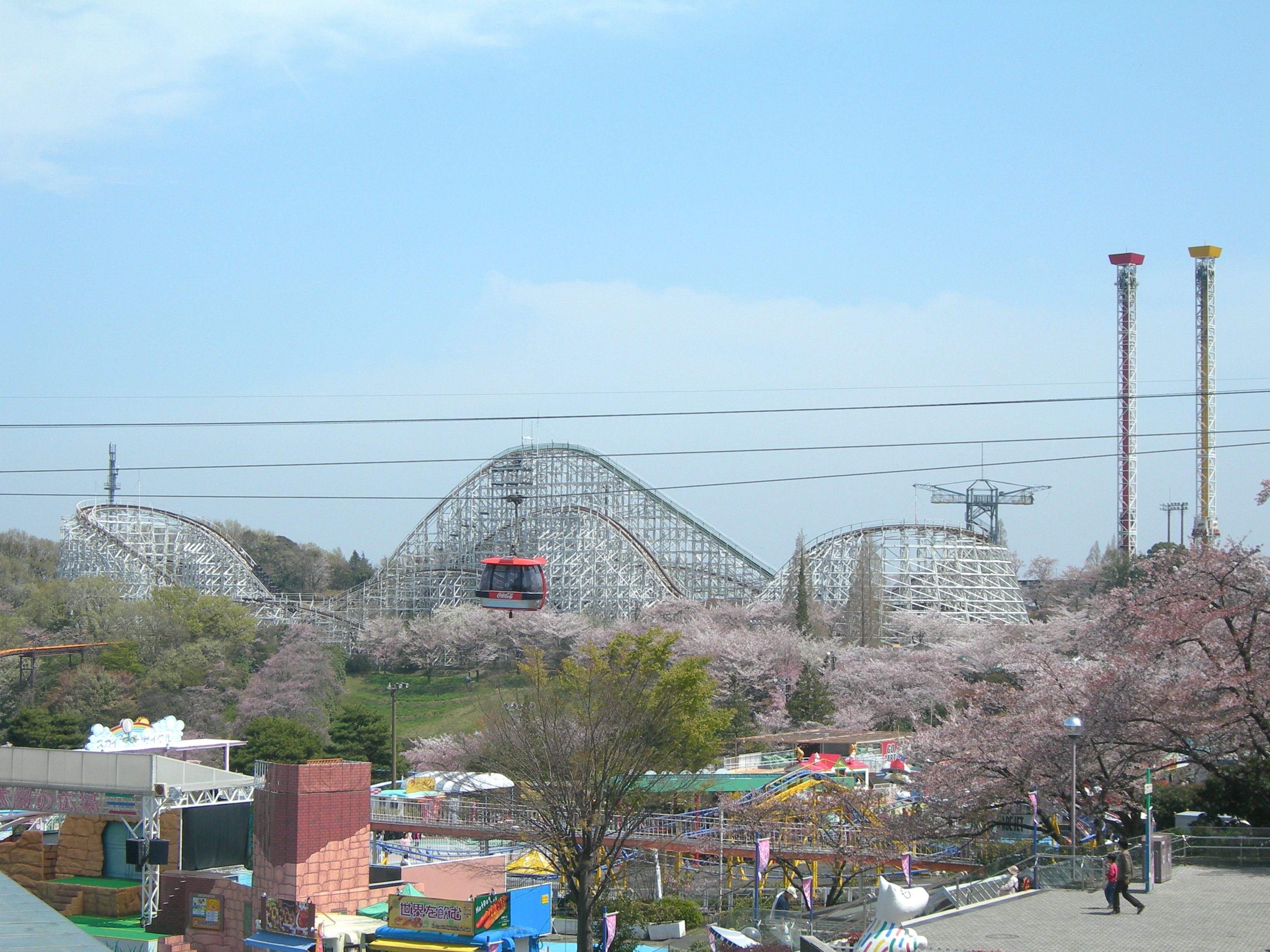
Veduta dello Yomiuri Land, che ospitò il primo terreno di gioco per le partite casalinghe dello Yomiuri Football Club.

Le origini della società risalgono al novembre 1968: dopo il conseguimento del terzo posto alle Olimpiadi di Città del Messico da parte della nazionale giapponese, il presidente della Japan Football Association Ken Nozu decise di dare un ulteriore impulso allo sviluppo del calcio in Giappone, ancora poco seguito dal pubblico e praticato a livello dilettantistico tra squadre includenti dipendenti di grandi aziende o studenti universitari. Per attuare tale obiettivo Nozu si rivolse a Matsutaro Shoriki, presidente del gruppo editoriale Yomiuri controllante l'omonima e blasonata squadra di baseball: fu richiesta in particolare la creazione di una squadra che introducesse il concetto del professionismo sportivo.
L'azienda si attivò subito attrezzando all'interno del proprio parco dei divertimenti un'area dedicata allo svolgimento di partite di calcio e, al termine della stagione calcistica, iniziando a costruire una squadra reclutando buona parte della rappresentativa calcistica dell'università di Tokyo, compreso l'allenatore Toshiro Narita. Il nuovo club, costituito il 3 gennaio 1969 con il nome di NTV Soccer Club (日本テレビサッカー部?), esordì ufficialmente nell'ottobre dello stesso anno nel Girone A della lega prefetturale di Tokyo, all'epoca facente parte di un sistema di campionati che rappresentava il quarto livello del sistema calcistico nazionale. Esprimendo un gioco basato sul modulo 4-4-2 che aveva come giocatore chiave il capitano Munehiro Shibata la squadra, che per la stagione 1970 assunse definitivamente la denominazione di Yomiuri Football Club (読売サッカークラブ?) disputò tre campionati al vertice delle classifiche dei campionati prefetturali e regionali sino ad ottenere, nel 1971, l'iscrizione alla neocostituita seconda divisione della Japan Soccer League.

### L'ascesa verso la prima divisione
Dopo una stagione interlocutoria, in cui la squadra rimase per tutto l'arco del campionato a metà classifica, l'azienda diede definitivamente avvio alla propria politica di sviluppo della squadra chiamando alla guida tecnica l'olandese Frans van Balkom e promuovendo come osservatore il giocatore nippo-brasiliano George Yonashiro: includendo in squadra numerosi giocatori di squadre liceali (come Yasutarō Matsuki, Yukitaka Omi e Toshiki Okajima, quest'ultimo per tre anni consecutivi capocannoniere della seconda divisione) o di nazionalità estera (prevalentemente olandesi o nippo-brasiliani), il tecnico europeo migliorò notevolmente i risultati della squadra che, nelle stagioni successive perse la promozione ai play-off interdivisionali. Il salto di categoria definitivo avvenne solo nella stagione 1977, con alla guida tecnica Shōichi Nishimura (subentrato a van Balkom nel 1976) e con una rosa in cui figurava l'esordiente Ruy Ramos, scoperto da Yonashiro: dopo aver dominato il campionato, lo Yomiuri sconfisse ai playoff il Toyota Motors, ottenendo il visto per la prima divisione.

### I primi trofei
Sin dalla stagione d'esordio in massima divisione (1978) lo Yomiuri si affermò come squadra di alto livello concludendo inizialmente al quarto posto dopo aver disputato un girone di ritorno di alta classifica e proponendosi come principale antagonista del Fujita Kogyo nella corsa al titolo del 1979. In quest'ultima stagione la squadra ebbe inoltre modo di vincere il suo primo trofeo, aggiudicandosi la quarta edizione della Japan Soccer League Cup: dopo aver eliminato al primo turno lo Yanmar Diesel, lo Yomiuri sconfisse nei turni successivi due squadre di seconda divisione per poi approdare nella finale contro il Furukawa Electric, regolato per 3-2. Fondamentale, in quella stagione, fu l'apporto dell'attaccante Okajima e dei due brasiliani Ramos (laureatosi capocannoniere al termine del campionato) e Jair Matos (incluso per il secondo anno consecutivo nel miglior undici del torneo.
Dopo tre stagioni di risultati alterni (in cui ottenne piazzamenti di metà classifica, inframezzati dalla stagione 1981, in cui la squadra divenne la principale antagonista del Fujita Kogyo nella lotta al campionato e perse la Coppa dell'Imperatore dopo essere stata sconfitta in finale dal Nippon Kokan) e di cambi alla guida tecnica lo Yomiuri, potenziato dall'arrivo di altri giocatori esteri come lo scozzese Steve Paterson, conquistò nel 1983 il suo primo titolo nazionale dopo un testa a testa con il Nissan Motors risoltosi solo in occasione dello scontro diretto. Tale successo fu ripetuto nella stagione seguente con un copione simile; al termine della stagione la squadra, guidata dal tedesco Rudi Gutendorf, centrò l'accoppiata campionato-coppa nazionale ottenendo la sua prima Coppa dell'Imperatore ai danni del Furukawa Electric.

### L'affermazione a livello internazionale

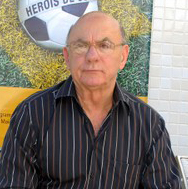
Dino Sani ricoprì il ruolo di direttore tecnico della squadra che vinse il titolo nazionale nella stagione 1986-1987.

Al termine della stagione 1985-1986 in cui la squadra, pur ottenendo la sua seconda coppa di lega, centrò la salvezza, la dirigenza decise di affidare la guida tecnica a George Yonashiro con Dino Sani come direttore tecnico. Sfruttando le modifiche regolamentari che consentivano il tesseramento di calciatori professionisti, Yonashiro rinnovò la rosa ottenendo come primo risultato la vittoria della coppa nazionale; qualche mese dopo la squadra ottenne la vittoria del terzo titolo nazionale, prevalendo grazie alla miglior differenza reti nei confronti del Nippon Kokan. Tale risultato permise alla squadra di qualificarsi all'edizione 1987-1988 del Campionato d'Asia per club: superata la fase preliminare rimontando lo svantaggio accumulato nella gara di andata con gli hongkonghesi del South China, nel girone di semifinale lo Yomiuri riuscì a prevalere solo grazie alla miglior differenza reti nei confronti del Kuala Lumpur che pure aveva vinto lo scontro diretto. La finale, che avrebbe opposto lo Yomiuri all'Al-Hilal di Riyadh, non si disputò a causa del ritiro dei sauditi: lo Yomiuri vinse la gara a tavolino ottenendo di conseguenza il suo primo titolo internazionale. La vittoria di questo titolo era stata tra l'altro preceduta dalla seconda coppa nazionale consecutiva, ottenuta sconfiggendo per 2-0 il Mazda.
Dopo una stagione interlocutoria, in cui lo Yomiuri non andò oltre il quinto posto in campionato, la dirigenza affidò la guida tecnica al brasiliano Carlos Alberto Silva. I risultati della squadra migliorarono subito, al punto che nel  torneo seguente fu protagonista di un acceso testa a testa con il Nissan Motors risoltosi stavolta in favore di questi ultimi, che sconfissero lo Yomiuri nello scontro diretto in trasferta. Potenziato dall'arrivo dal Santos di Kazuyoshi Miura, lo Yomiuri si aggiudicò in maniera piuttosto agevole le ultime due edizioni della Japan Soccer League e nell'ultima edizione della Japan Soccer League Cup: durante questo periodo fu avviato un processo di rifondazione (includente la fusione con la squadra delle riserve, autrice di buone prestazioni nelle ultime due edizioni della seconda divisione della Japan Soccer League) che, già nell'ottobre 1991, proiettò la società verso il professionismo.

## Era professionistica

### I successi dei primi anni novanta
Iscrittasi alla J. League con la denominazione ufficiale di Yomiuri Nihon (読売日本?) e con sede a Kawasaki la squadra esordì nel calcio professionistico vincendo la prima edizione della Coppa Yamazaki Nabisco, disputata come torneo propedeutico al campionato: pochi mesi dopo la squadra, potenziata dall'acquisto di numerosi calciatori brasiliani e olandesi e affidata alla guida tecnica a Yasutarō Matsuki, fece il suo esordio nel nuovo torneo calcistico con il nome di Verdy Kawasaki (ヴェルディ川崎?), benché nel logo ufficiale comparisse la denominazione Yomiuri Verdy (読売ヴェルディ?). Nelle prime due edizioni (1993 e 1994) della manifestazione la squadra continuò a confermarsi campione del Giappone seguendo un copione simile: dopo aver vinto in entrambe le stagioni la seconda fase del torneo, il Verdy Kawasaki ebbe accesso alla finale dove prevalse a scapito del Kashima Antlers e del Sanfrecce Hiroshima. Contemporaneamente la squadra continuò a difendere la vittoria della Coppa di Lega sconfiggendo nel 1993 lo Shimizu S-Pulse e nel 1994 lo Júbilo Iwata.

### Declino e cambio di sede

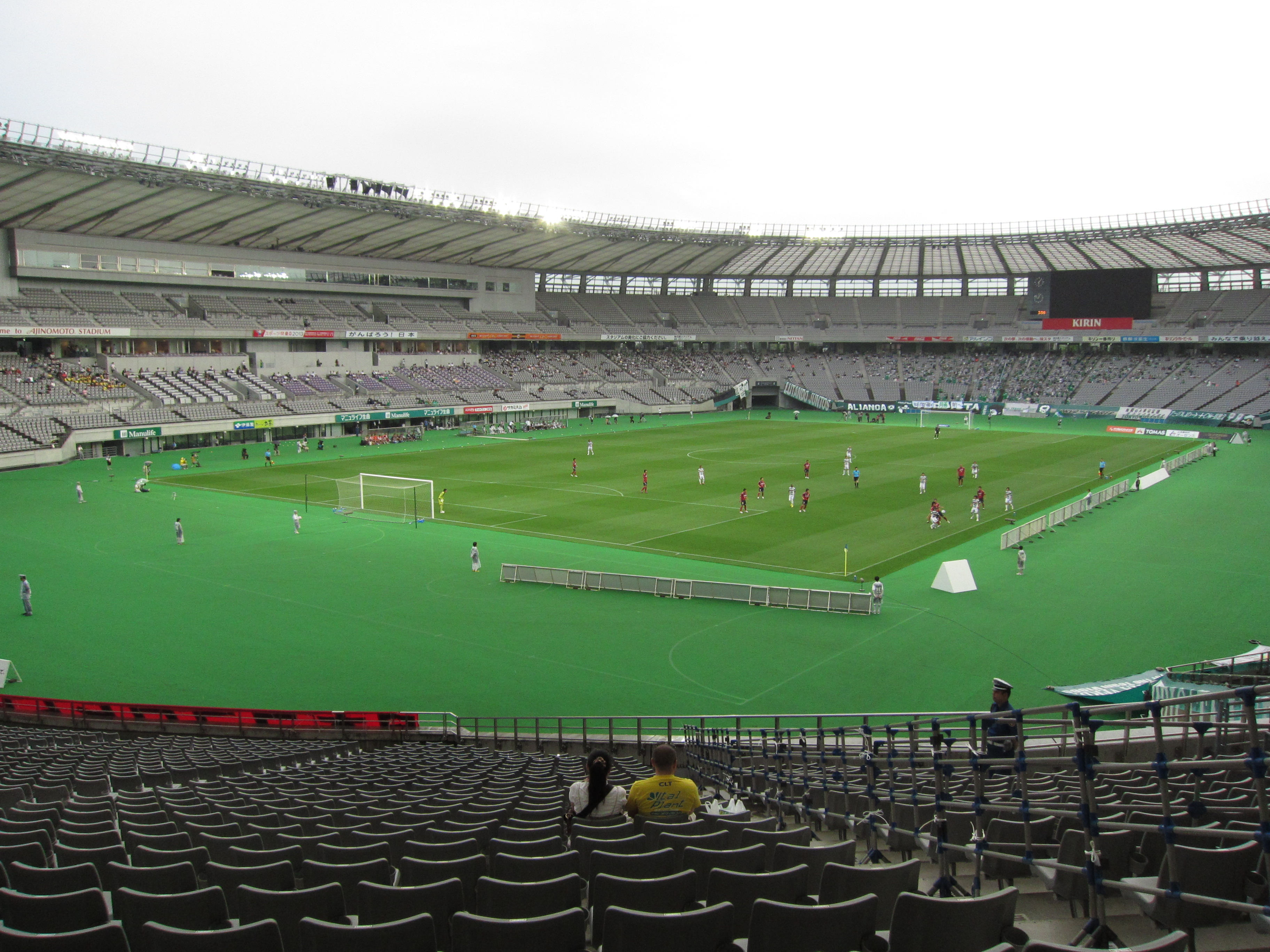
Il Tokyo Stadium, in cui il Tokyo Verdy disputa le gare interne dal 2001.

Anche dopo la metà degli anni novanta il Verdy Kawasaki continuò a confermarsi come squadra di vertice raggiungendo la finale del campionato 1995 (dove fu sconfitto dagli Yokohama Marinos) e vincendo l'edizione 1996 della Coppa dell'Imperatore, ma già a partire da quest'ultima stagione iniziarono ad essere intravisti i primi segnali di un declino delle prestazioni che colpirà la squadra negli anni a venire. Perseguendo l'obiettivo di creare un team che potesse vantare un seguito a livello nazionale, la dirigenza continuò a confermare in blocco la stessa rosa dei titolari, composta da giocatori di talento ma avanti con l'età (come Ruy Ramos, Shinkichi Kikuchi e Tetsuji Hashiratani) e altamente stipendiati. La sempre minore affluenza di pubblico e alcune tensioni con la dirigenza della J. League (con cui entrò in conflitto in merito all'uso della denominazione Yomiuri per il nome ufficiale della squadra, dismessa solamente nel 1996 in seguito all'approvazione da parte della federazione di un decreto che vietava l'uso di nomi di aziende) gettarono la società nel caos, al punto che nel biennio 1997-1998 il Verdy Kawasaki ottenne due piazzamenti di bassa classifica concludendo al quindicesimo e al dodicesimo posto della classifica complessiva, cambiando quattro allenatori in un anno.
Per salvare il club da una pesante situazione debitoria, la Yomiuri affidò il pacchetto finanziario a Nippon Television che decise di svecchiare la rosa ripartendo da giovani provenienti dalla Japan Football League: tale mossa ebbe l'effetto di migliorare i risultati della squadra (che nel 1999 concluse al sesto posto dopo aver sfiorato l'accesso alla finale nella prima fase), ma non risolse la sempre minore affluenza di pubblico. Temendo che l'entrata nel professionismo da parte del Kawasaki Frontale potesse causare un'ulteriore perdita di pubblico, la dirigenza decise di trasferire la sede della squadra a Tokyo: al termine della stagione 2000, conclusasi con una posizione di centroclassifica, la società si trasferì nel quartiere Chōfu (situato nell'area ovest della capitale) e assunse il nome di Tokyo Verdy 1969 (東京ヴェルディ1969?). Questa decisione non risolse che in parte il problema dell'affluenza degli spettatori data la presenza del FC Tokyo, che già vantava un buon seguito tra il pubblico (compresi quei tifosi del Verdy che si trovarono in disaccordo con il trasferimento della sede a Tokyo), e dei risultati disastrosi conseguiti nella prima stagione sotto la nuova denominazione (dopo aver trascorso la prima fase inchiodato in fondo alla classifica, il Tokyo Verdy riuscì a salvarsi solo ad un buon finale di campionato, trascinato dalle giocate di Edmundo).

### La retrocessione in seconda divisione

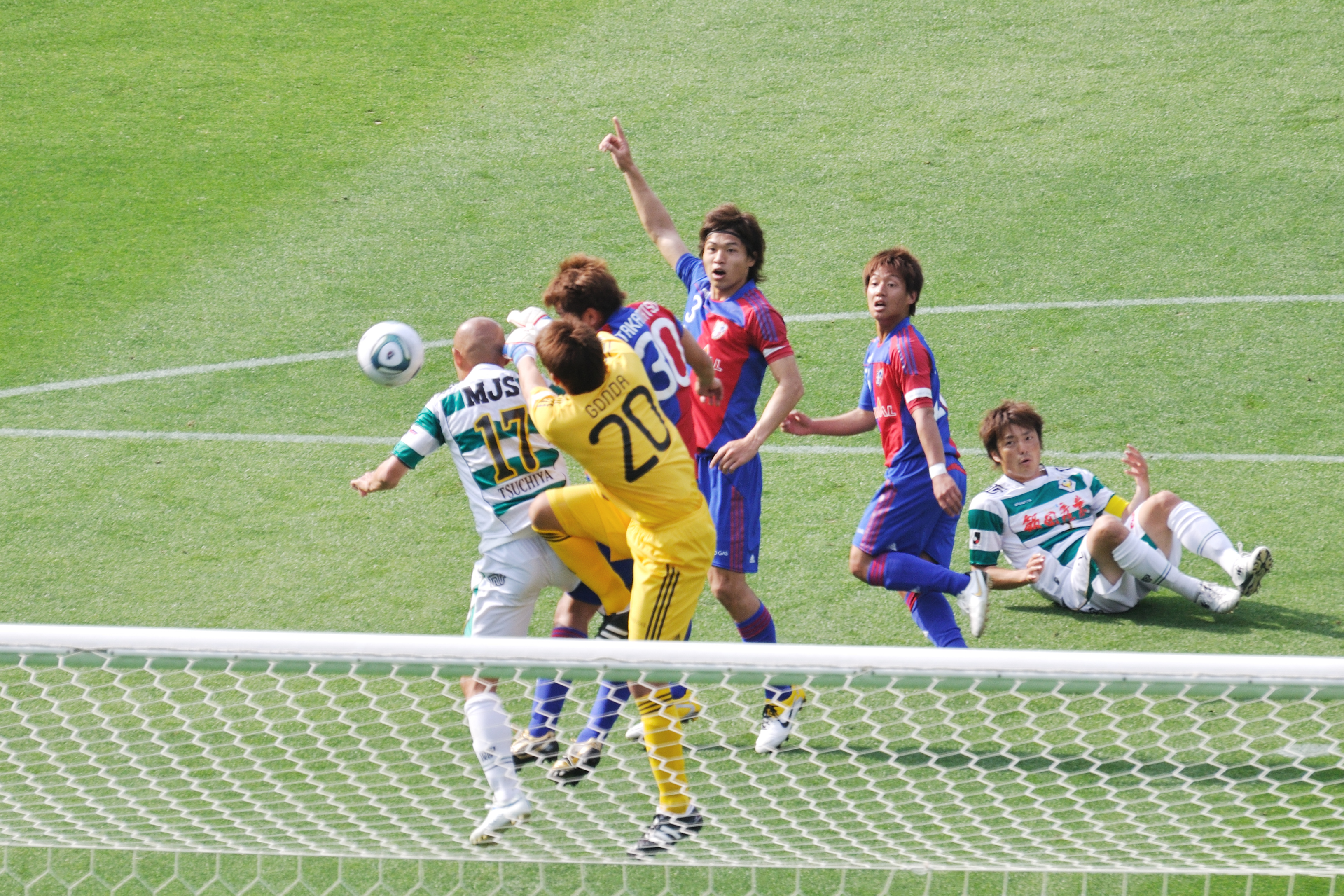
Una fase di gioco del derby con l'FC Tokyo del 4 maggio 2011.

Nonostante la scarsa affluenza di pubblico, nelle stagioni successive il Tokyo Verdy migliorò i propri risultati senza tuttavia andare oltre posizioni di centroclassifica: un punto di svolta parve esserci al termine della stagione 2004 quando la squadra, guidata da Osvaldo Ardiles, vinse i suoi primi trofei nove anni sconfiggendo lo Júbilo Iwata in finale di Coppa dell'Imperatore per poi prevalere in Supercoppa contro i campioni nazionali dello Yokohama F·Marinos. Nel campionato successivo la squadra, tuttavia, non riuscì a sollevarsi dalle parti basse della classifica malgrado i 22 gol del vice-capocannoniere Washington e l'avvicendamento di numerosi allenatori: al termine della stagione il Tokyo Verdy si piazzò all'ultimo posto retrocedendo di categoria dopo ventotto anni di militanza in massima serie. Tale risultato rigettò il club in difficoltà finanziarie: nella stagione 2006 la squadra, allenata da Ruy Ramos e costituita da giocatori costretti a subire tagli allo stipendio, non fu mai in lotta per la promozione e uscì subito della AFC Champions League, sconfitta nel mini-girone a due che la vedeva opposta all'Ulsan Hyundai.
Il ritorno in massima divisione avvenne nella stagione successiva: confermato Ramos in panchina, la squadra ottenne il secondo posto facendo leva sui giovani (tra cui il  brasiliano Hulk che con 36 reti si laureò capocannoniere del campionato). Modificata all'inizio dell'anno la denominazione della società in Tokyo Verdy e affidata alla guida tecnica di Tetsuji Hashiratani la squadra, nonostante alcuni tentennamenti, parve avviata verso la salvezza fin quando, con ancora due gare da giocare, la dirigenza pubblicò una lista di giocatori che avrebbero dovuto lasciare il club al termine della stagione. Il morale della squadra ne risentì e, perdendo le ultime due partite restanti, piombò al penultimo posto valido per la retrocessione diretta: tale risultato innescò, oltre alle contestazioni della tifoseria, un ulteriore focolaio di crisi societaria che culminò, nel settembre 2009, con la decisione da parte del gruppo Yomiuri di mettere in vendita la società dopo quarant'anni di proprietà.
Il club fu rilevato da una società denominata Tokyo Verdy Holdings, guidata da alcuni ex giocatori (tra cui Ruy Ramos, Kazuyoshi e Yasutoshi Miura, Tetsuji Hashiratani): grazie alla sottoscrizione di accordi con lo sponsor Xebio, il Tokyo Verdy (che nel frattempo non era riuscito a centrare l'obiettivo di una pronta risalita in massima divisione) fu messo al sicuro dal pericolo di un fallimento. Nelle due stagioni successive al cambio di proprietà la squadra, pur perdendo in fase di calciomercato alcuni giocatori chiave, stazionò nelle posizioni a ridosso della zona promozione.